# The Omen
The Omen (no Brasil, A Profecia e em Portugal, O Presságio) é um filme de 1976, dirigido por Richard Donner e baseado no livro de David Seltzer. Teve uma sequencia chamada Damien: Omen II, além de duas continuações e um remake.
O filme recebeu criticas positivas, incluindo a nota 86% no site americano cinematográfico Rotten Tomatoes, tornando-se um clássico para o gênero do terror.[carece de fontes?]

## A Profecia
O primeiro filme conta a infância de Damien Thorn (Harvey Spencer Stephens), trocado após o seu nascimento pelo filho natimorto de Robert Thorn (Gregory Peck), embaixador americano no Reino Unido. Damien agora tem 5 anos de idade. O que o diplomata e sua família não sabem é que ele é na verdade filho de Satã, nascido de um chacal na sexta hora do sexto dia do sexto mês, e destinado a ser o Anticristo. Um padre que sabe da verdade sobre Damien alerta um cético Robert sobre o que seu filho realmente é. Robert só começa a acreditar no aviso do padre após uma série de mortes bizarras de pessoas ligadas de alguma forma à Damien - a começar pela sua primeira babá, o próprio padre em questão e a esposa de Robert.
Auxiliado pelo fotógrafo Keith Jennings, que tem motivos para acreditar em ser a provável próxima vítima de Damien, Robert vai à Israel para pegar com um certo Bugenhagen, como havia indicado o padre, a única coisa que pode destruir o Anticristo - sete adagas sagradas. Atordoado pelo dever de matar seu próprio filho, ele só se decide após ver a morte de Jennings se confirmar. De volta à sua casa, Robert confirma suas suspeitas após cortar um pouco do cabelo de Damien, enquanto este dorme, e ver a Marca da Besta, o número 666, no couro cabeludo. Robert, entretanto, é impedido de matar Damien pela nova babá deste, Mrs. Baylock - revelada como uma apóstola de Satã.
Após matar Baylock, o embaixador foge com Damien em direção a uma igreja, para matá-lo em um altar, como Bugenhagen havia lhe aconselhado. Entretanto, a alta velocidade de seu carro atrai a polícia. Os policiais chegam à igreja no momento em que Robert vai desferir a adaga contra Damien. Ao verem tal cena, atiram em Robert, matando-o antes que ele pudesse assassinar seu filho, que termina o filme de mãos dadas com o presidente dos Estados Unidos e sorrindo.
Um remake deste primeiro filme foi lançado intencionalmente no dia 6 de junho de 2006 (666), com Damien sendo interpretado por Seamus Davey-Fitzpatrick. Esta primeira versão foi exibida no Brasil no final da década de 80 pela Rede Record de Televisão.